# Język tonga (Zambia i Zimbabwe)
Język tonga, znany również jako chitonga lub citonga – jeden z języków bantu, używany przez lud Tonga głównie w regionie południowym Zambii oraz w części Zimbabwe.